# 沃勒塔群島
67°24′S 47°25′E / 67.400°S 47.417°E
沃勒塔群島是南極洲的群島，位於恩德比地，處於漢南冰架西北面1.9公里，在1956年由澳大利亞探險隊繪入地圖，該群島以該國的本土植物命名。